# Castillo de Castellví
El castillo de Castellví o castillo Viejo de Rosanes es un castillo localizado en Castellví de Rosanes, en el Bajo Llobregat. La primera noticia documentada del castillo se remonta al 963 como Castrum Vetula (Castillo Viejo), y se menciona el personaje Gilelmus como señor del castillo en una escritura de confirmación de tierras hecha en San Cugat. Entonces, los castillos y posesiones de Castellví de Rosanes y Castellví de la Marca pertenecían a una misma familia, los Castellví o Castellvell. Esta familia tuvo mucha influencia en la corte condal y la ciudad de Barcelona.
El nombre de Rosanes proviene del apellido originario Rodanes (esta denominación fue también la primitiva del castillo de Eramprunyá), y Castellvell derivó con el tiempo en Castellví, topónimo que se encuentra en Castellví de Rosanes y Castellví de la Marca, aunque la denominación de «viejo» tiene varias teorías: una de ellas es la necesidad de diferenciarse del cercano castillo de Rosanes (o de Pairet), edificado posteriormente, otra se debe al hecho de existir unos cimientos romanos, y la última es la que hace referencia a la reedificación del castillo primitivo (o Viejo) después de su destrucción hecha por Almanzor (985). Actualmente también es conocido como castillo de Santiago.
El Castillo Viejo de Rosanes, a pesar de su extraordinaria importancia histórica y su interés arqueológico, es un monumento que se encuentra inmerso en un grave proceso de degradación.

## Ubicación
El castillo de Castellví se encuentra situado a una altitud de 369 metros en una estratégica situación dominando el paso por el corredor de la depresión del Panadés y a la vez controlando el paso por el curso del Llobregat camino de Barcelona. Desde su situación hay una buena visión sobre los otros castillos de la marca del Panadés y muy cerca de él están los castillos menores del Pairet y de Rocafort, edificados posteriormente.

## Historia del conjunto
La baronía de Castellví comprendía los municipios actuales de Abrera, Castellbisbal, Castellví de Rosanes, Martorell, San Andrés de la Barca, San Esteban de Sasroviras y Olesa de Montserrat (1076). Sin embargo, su origen hay que vincularlo al proceso de fortificación de toda esta zona, especialmente intenso a finales del siglo IX y, aún más, en los inicios del X. Es el momento que se ve aparecer en la documentación los castillos de Masquefa, Gelida, Subirats, etc. y que debe relacionarse con un proceso de reorganización del territorio y de consolidación de lo que sería la administración alto-medieval y crearía las bases del proceso posterior de feudalización.

## Capilla de Santiago del Castellví de Rosanes
La capilla de Santiago del Castellví de Rosanes está situada en el sótano del castillo. El edificio es muy simple, con una nave rectangular y un ábside semicircular, decorado en la parte exterior con arcuaciones lombardas, y con una entrada lateral con arco de medio punto. La puerta de entrada que hay junto a los pies es posterior, posiblemente del siglo XVII o XVIII. Presenta dos ventanas junto a mediodía y una en el centro del ábside. Actualmente está abandonada y solo se utiliza como almacén.